# Europæiske Patentmyndighed
Den Europæiske Patentmyndighed EPO ((engelsk): European Patent Office) er en offentlig europæisk organisation med hovedkvarter i München. EPO har som opgave at udstede patenter under den europæiske patentkonvention fra 1973. Europæiske patenter skal offentliggøres på engelsk, tysk eller fransk. Tilsvarende skal patentansøgningen være på et af de tre sprog. Det europæiske patent skal valideres i hver af de EPO-lande, hvor patenthaveren ønsker at det skal gælde. Den europæiske patentreform vil, hvis den træder i kraft, indføre et enhedspatent, der automatisk er gældende i de lande, der har underskrevet aftalen. Samtidig skal tvister om nuværende europæiske patenter løses ved en fælles patentdomstol for alle aftalens lande, modsat nu, hvor tvister skal afgøres ved hvert enkelt medlemslands nationale domstole.

## Medlemsstater
EPO er ikke et EU-organ og har adskillige medlemslande, der er uden for EU. Der er per 1. april 2014, i alt 38 medlemsstater: alle EU's nationer, plus Island, Liechtenstein, Monaco, Norge, Schweiz, Serbien, Albanien, Makedonien, San Marino og Tyrkiet.
| Medlemsland    | Indtræden | EU-medlem? (pr. 2014) |
| -------------- | --------- | --------------------- |
| Tyskland       | 1977      | Ja                    |
| Belgien        | 1977      | Ja                    |
| Frankrig       | 1977      | Ja                    |
| Luxembourg     | 1977      | Ja                    |
| Holland        | 1977      | Ja                    |
| Storbritannien | 1977      | Ja                    |
| Schweiz        | 1977      | Nej                   |
| Italien        | 1978      | Ja                    |
| Sverige        | 1978      | Ja                    |
| Østrig         | 1979      | Ja                    |
| Liechtenstein  | 1980      | Nej                   |
| Spanien        | 1986      | Ja                    |
| Grækenland     | 1986      | Ja                    |
| Danmark        | 1990      | Ja                    |
| Monaco         | 1991      | Nej                   |
| Irland         | 1992      | Ja                    |
| Portugal       | 1992      | Ja                    |
| Finland        | 1996      | Ja                    |
| Cypern         | 1998      | Ja                    |
| Tyrkiet        | 2000      | Nej                   |
| Bulgarien      | 2002      | Ja                    |
| Estland        | 2002      | Ja                    |
| Slovenien      | 2002      | Ja                    |
| Slovakiet      | 2002      | Ja                    |
| Tjekkiet       | 2002      | Ja                    |
| Ungarn         | 2003      | Ja                    |
| Rumænien       | 2003      | Ja                    |
| Island         | 2004      | Nej                   |
| Litauen        | 2004      | Ja                    |
| Polen          | 2004      | Ja                    |
| Letland        | 2005      | Ja                    |
| Malta          | 2007      | Ja                    |
| Kroatien       | 2008      | Ja                    |
| Norge          | 2008      | Nej                   |
| Nordmakedonien | 2009      | Nej                   |
| San Marino     | 2009      | Nej                   |
| Albanien       | 2010      | Nej                   |
| Serbien        | 2010      | Nej                   |

To lande har implementeret EPOs patentbeskyttelsesregler men er ikke selv medlemmer af EPO:
- Bosnien-Hercegovina
- Montenegro